# Troms og Finnmark
Troms og Finnmark era una contea della Norvegia situata nel nord del paese. Fu stabilita il 1º gennaio 2020 dall'unione delle precedenti contee di Troms e Finnmark, più la municipalità di Tjeldsund (precedentemente parte del Nordland). Era la contea più settentrionale del paese, e per la sua densità di popolazione era tra le aree meno abitate del subcontinente scandinavo.
Il centro amministrativo della contea aveva sede nella città di Tromsø (sede della precedente contea di Troms), ma il governatore della contea risiedeva nella città di Vadsø (sede della vecchia contea del Finnmark).
A seguito di una riforma amministrativa che ha ricreato vecchie contee, dal 1º gennaio 2024 la contea di Troms og Finnmark è stata di nuovo suddivisa tra le due vecchie contee di Troms e Finnmark che tornano quindi ad esistere. 

## Comuni della contea di Troms og Finnmark
La contea di Troms og Finnmark ha un totale di 39 comuni:
| N° | Cod. SSB | Nome         | Creata il       | Numero originario                                  | Contea originaria |
| -- | -------- | ------------ | --------------- | -------------------------------------------------- | ----------------- |
| 1  | 5401     | Tromsø       | 1º gennaio 2020 | 1902, Tromsø                                       | Troms             |
| 2  | 5402     | Harstad      | 1º gennaio 2020 | 1903, Harstad                                      | Troms             |
| 3  | 5403     | Alta         | 1º gennaio 2020 | 2012, Alta                                         | Finnmark          |
| 4  | 5404     | Vardø        | 1º gennaio 2020 | 2002, Vardø                                        | Finnmark          |
| 5  | 5405     | Vadsø        | 1º gennaio 2020 | 2003, Vadsø                                        | Finnmark          |
| 6  | 5406     | Hammerfest   | 1º gennaio 2020 | 2004, Hammerfest 2017, Kvalsund                    | Finnmark          |
| 7  | 5411     | Kvæfjord     | 1º gennaio 2020 | 1911, Kvæfjord                                     | Troms             |
| 8  | 5412     | Tjeldsund    | 1º gennaio 2020 | 1852, Tjeldsund                                    | Nordland          |
| 8  | 5412     | Tjeldsund    | 1º gennaio 2020 | 1913, Skånland                                     | Troms             |
| 9  | 5413     | Ibestad      | 1º gennaio 2020 | 1917, Ibestad                                      | Troms             |
| 10 | 5414     | Gratangen    | 1º gennaio 2020 | 1919, Gratangen                                    | Troms             |
| 11 | 5415     | Lavangen     | 1º gennaio 2020 | 1920, Lavangen                                     | Troms             |
| 12 | 5416     | Bardu        | 1º gennaio 2020 | 1922, Bardu                                        | Troms             |
| 13 | 5417     | Salangen     | 1º gennaio 2020 | 1923, Salangen                                     | Troms             |
| 14 | 5418     | Målselv      | 1º gennaio 2020 | 1924, Målselv                                      | Troms             |
| 15 | 5419     | Sørreisa     | 1º gennaio 2020 | 1925, Sørreisa                                     | Troms             |
| 16 | 5420     | Dyrøy        | 1º gennaio 2020 | 1926, Dyrøy                                        | Troms             |
| 17 | 5421     | Senja        | 1º gennaio 2020 | 1927, Tranøy 1928, Torsken 1929, Berg 1931, Lenvik | Troms             |
| 18 | 5422     | Balsfjord    | 1º gennaio 2020 | 1933, Balsfjord                                    | Troms             |
| 19 | 5423     | Karlsøy      | 1º gennaio 2020 | 1936, Karlsøy                                      | Troms             |
| 20 | 5424     | Lyngen       | 1º gennaio 2020 | 1938, Lyngen                                       | Troms             |
| 21 | 5425     | Storfjord    | 1º gennaio 2020 | 1939, Storfjord                                    | Troms             |
| 22 | 5426     | Kåfjord      | 1º gennaio 2020 | 1940, Kåfjord                                      | Troms             |
| 23 | 5427     | Skjervøy     | 1º gennaio 2020 | 1941, Skjervøy                                     | Troms             |
| 24 | 5428     | Nordreisa    | 1º gennaio 2020 | 1942, Nordreisa                                    | Troms             |
| 25 | 5429     | Kvænangen    | 1º gennaio 2020 | 1943, Kvænangen                                    | Troms             |
| 26 | 5430     | Kautokeino   | 1º gennaio 2020 | 2011, Kautokeino                                   | Finnmark          |
| 27 | 5432     | Loppa        | 1º gennaio 2020 | 2014, Loppa                                        | Finnmark          |
| 28 | 5433     | Hasvik       | 1º gennaio 2020 | 2015, Hasvik                                       | Finnmark          |
| 29 | 5434     | Måsøy        | 1º gennaio 2020 | 2018, Måsøy                                        | Finnmark          |
| 30 | 5435     | Nordkapp     | 1º gennaio 2020 | 2019, Nordkapp                                     | Finnmark          |
| 31 | 5436     | Porsanger    | 1º gennaio 2020 | 2020, Porsanger                                    | Finnmark          |
| 32 | 5437     | Karasjok     | 1º gennaio 2020 | 2021, Karasjok                                     | Finnmark          |
| 33 | 5438     | Lebesby      | 1º gennaio 2020 | 2022, Lebesby                                      | Finnmark          |
| 34 | 5439     | Gamvik       | 1º gennaio 2020 | 2023, Gamvik                                       | Finnmark          |
| 35 | 5440     | Berlevåg     | 1º gennaio 2020 | 2024, Berlevåg                                     | Finnmark          |
| 36 | 5441     | Tana         | 1º gennaio 2020 | 2025, Tana                                         | Finnmark          |
| 37 | 5442     | Nesseby      | 1º gennaio 2020 | 2027, Nesseby                                      | Finnmark          |
| 38 | 5443     | Båtsfjord    | 1º gennaio 2020 | 2028, Båtsfjord                                    | Finnmark          |
| 39 | 5444     | Sør-Varanger | 1º gennaio 2020 | 2030, Sør-Varanger                                 | Finnmark          |